# Edouard Whettnall
Baron Edouard-Charles-Etienne Whettnall (* 16. Juli 1839 in Lüttich; † 27. März 1903 in Sint-Truiden) war ein belgischer Diplomat.

## Leben
Edouard Whettnall war der Sohn von Laure Françoise Travers und Charles Whettnall. Er war der Bruder von Edmond Whettnall. Er studierte bis 1857 Philosophie. Er war von 1884 bis 1888 Generalkonsul in Marokko, von Juni 1889 bis Juni 1894 Gesandter beim Heiligen Stuhl und von 1895 bis 1903 Ambassador to the Court of St James’s.